# Liste von Kalvarienbergen

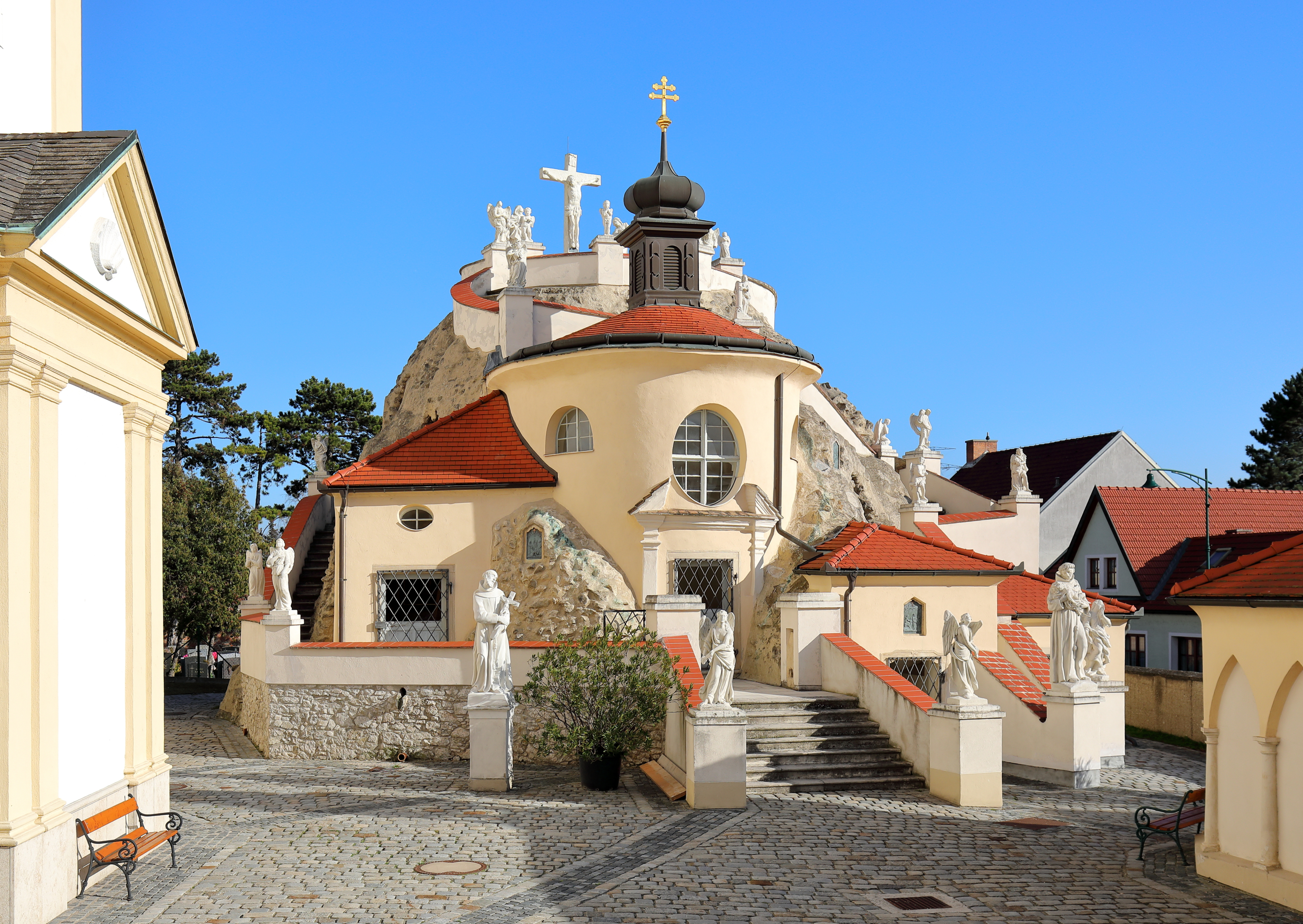
Künstlich angelegter Kalvarienberg in Maria Lanzendorf (um 1700)

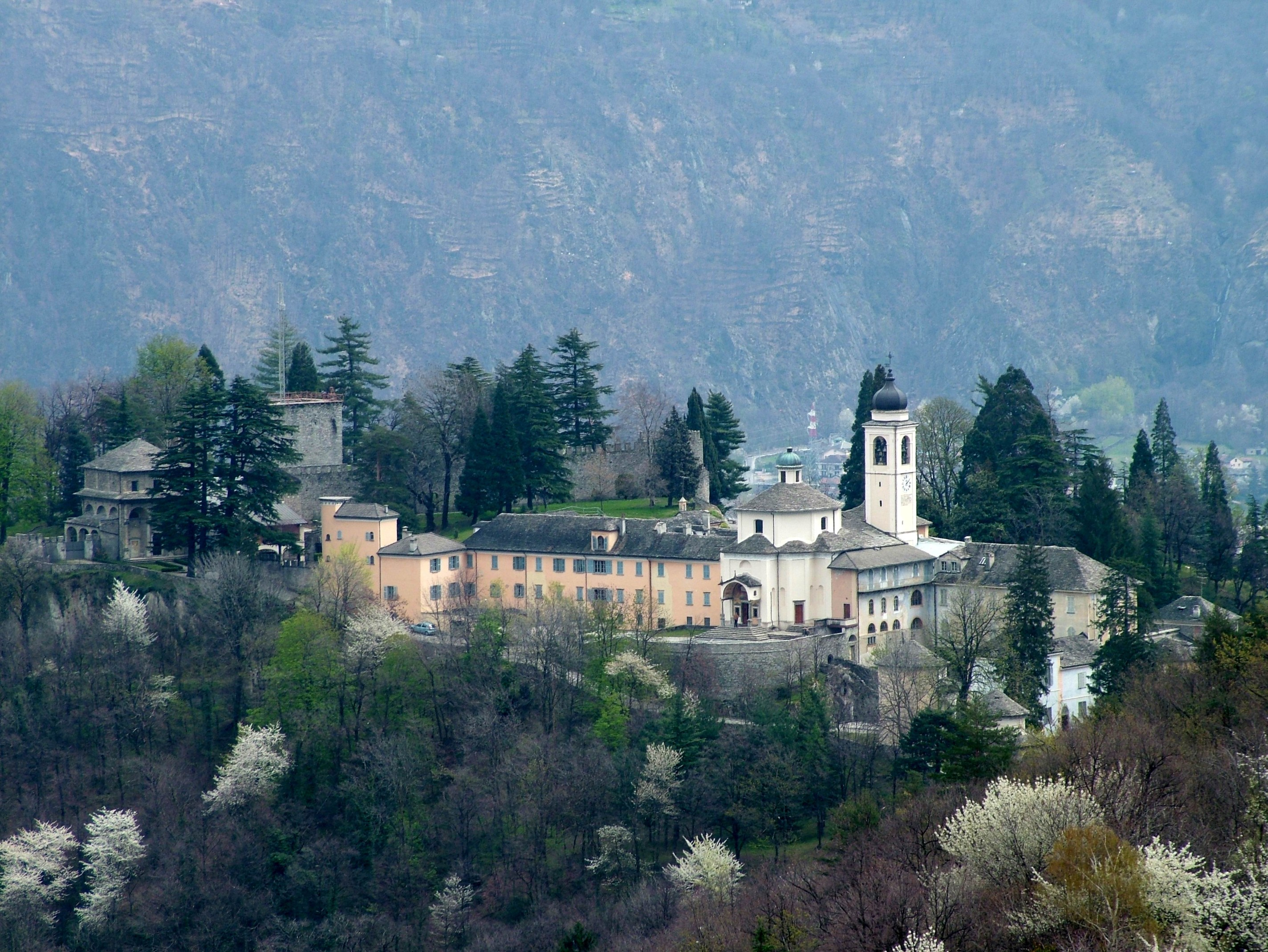
Sacro Monte di Domodossola

Die Liste von Kalvarienbergen umfasst Kalvarienberge (Stationsberge), umfangreiche Nachbildungen der Kreuzigung Christi und seines Leidensweges (Passion), die Katholiken als religiöse Andachtsstätten dienen.

## Belgien
- im Park der Wallfahrtsstätte Moresnet-Chapelle im Gemeindeteil Moresnet-Chapelle[1]
- in Malmedy

## Bolivien
- Cerro Calvario

## Chile
- Monte Calvario in Puerto Varas

## Deutschland
(nach Bundesland, dann Ort alphabetisch)

### Baden-Württemberg
- in Burladingen
- Calvarienberg, Gundelsheim
- in Haslach im Kinzigtal, 14 Stationen vom Rotkreuz zum Heiligen Brunnen (Urenkopf)
- St. Salvator in Schwäbisch Gmünd
- in Stühlingen, Landkreis Waldshut
- in Zell im Wiesental, Kapelle am Möhrenberg, Landkreis Lörrach

### Bayern
- Kalvarienberg (Aiterbach), Aiterbach, Landkreis Freising
- in Altenstadt an der Waldnaab, Landkreis Neustadt an der Waldnaab
- Kalvarienbergkapelle (Altomünster)
- in Bad Kissingen, siehe Stationsberg (Bad Kissingen)
- Kalvarienberg (Bad Tölz), Bad Tölz, Landkreis Bad Tölz-Wolfratshausen
- Kalvarienberg (Berchtesgaden), Berchtesgaden, Landkreis Berchtesgadener Land
- beim Kloster Kreuzberg in Bischofsheim in der Rhön
- in Bidingen, Landkreis Ostallgäu
- Kalvarienberg (Birkenstein), Fischbachau, Landkreis Miesbach
- in Cham (Oberpfalz)
- in Donauwörth
- in Ebnath in der Oberpfalz
- in Falkenberg (Oberpfalz)
- Kalvarienberg (Feldafing), Feldafing, Landkreis Starnberg
- in Fichtelberg (Oberfranken)
- Kalvarienberg in Füssen, Füssen, Landkreis Ostallgäu
- Kalvarienberg (Greding), Greding, Landkreis Roth
- in Immenstadt, Landkreis Oberallgäu
- bei der Wallfahrtskirche Allerheiligen in Jettingen-Scheppach
- Kalvarienberg (Kirchenthumbach), Kirchenthumbach, Landkreis Neustadt an der Waldnaab
- Kalvarienberg Klosterlechfeld im Wallfahrtsort Klosterlechfeld, Landkreis Augsburg
- in Konnersreuth
- Kalvarienberg (Lauterhofen), Lauterhofen, Landkreis Neumarkt in der Oberpfalz
- in Lenggries, Landkreis Bad Tölz-Wolfratshausen
- Kalvarienberg (Neusath), Neusath, Landkreis Schwandorf
- Kalvarienberg (Parsberg), Parsberg, Landkreis Neumarkt in der Oberpfalz
- in Peiting in Oberbayern
- in Pfreimd, Landkreis Schwandorf
- in Pobenhausen und auch in Palling, beides in Oberbayern
- in Possenhofen, Gemeinde Pöcking am Starnberger See
- in der Teufelshöhle bei Pottenstein
- Kalvarienberg Reicholzried in Reicholzried, Markt Dietmannsried, Landkreis Oberallgäu
- Kalvarienberg Schwabegg, Schwabegg, Landkreis Augsburg
- in Sonthofen, Landkreis Oberallgäu
- bei Wettenhausen, Gemeinde Kammeltal
- Kalvarienberggruppe (Wenigmünchen), Wenigmünchen, Gemeinde Egenhofen, Landkreis Fürstenfeldbruck
- in Wolfratshausen, Landkreis Bad Tölz-Wolfratshausen

### Hessen
- in Fulda neben Berg vom Frauenberg mit Kloster Frauenberg

### Niedersachsen
- Kalvarienberg (Bad Laer), Bad Laer, Landkreis Osnabrück, Niedersachsen
- in Mühlen, Gemeinde Steinfeld, Landkreis Vechta

### Nordrhein-Westfalen
- Kalvarienberg (Alendorf), Alendorf, Gemeinde Blankenheim, Kreis Euskirchen
- Kalvarienberg (Bergheim), Bergheim, Rhein-Erft-Kreis
- Kalvarienberg (Dorweiler), Dorweiler, Kreis Düren
- Kalvarienberg bei St. Lambertus, Düsseldorf
- Kalvarienberg Herbern in Herbern, Gemeinde Ascheberg, Kreis Coesfeld. Die Anlage ist ein Monument auf dem Jakobsweg.
- Kalvarienberg (Kallenhardt), Kallenhardt, Stadt Rüthen, Kreis Soest
- im Wallfahrtsort Kinzweiler, Stadt Eschweiler
- in Marsberg, Hochsauerlandkreis
- Kreuzweg auf dem Kreuzberg im Marienwallfahrtsort Neviges, Velbert
- in Sichtigvor auf dem Loermund, Stadt Warstein, Kreis Soest
- in Straelen am Niederrhein
- in Xanten am Niederrhein

### Rheinland-Pfalz
- Kalvarienberg Ahrweiler (mit Kloster Kalvarienberg), Ahrweiler, Landkreis Ahrweiler
- in Pillig
- Kalvarienberg (Prüm), Prüm, Eifelkreis Bitburg-Prüm

### Sachsen
- in Görlitz im Heilig-Grab-Ensemble
- beim Kloster St. Marienthal in Ostritz, Landkreis Görlitz

### Schleswig-Holstein
- in Lübeck (Jerusalemsberg) und Kalvarienberg (Kalli Walli) im Stadtteil Travemünde

### Thüringen
- in Birkungen

## Frankreich

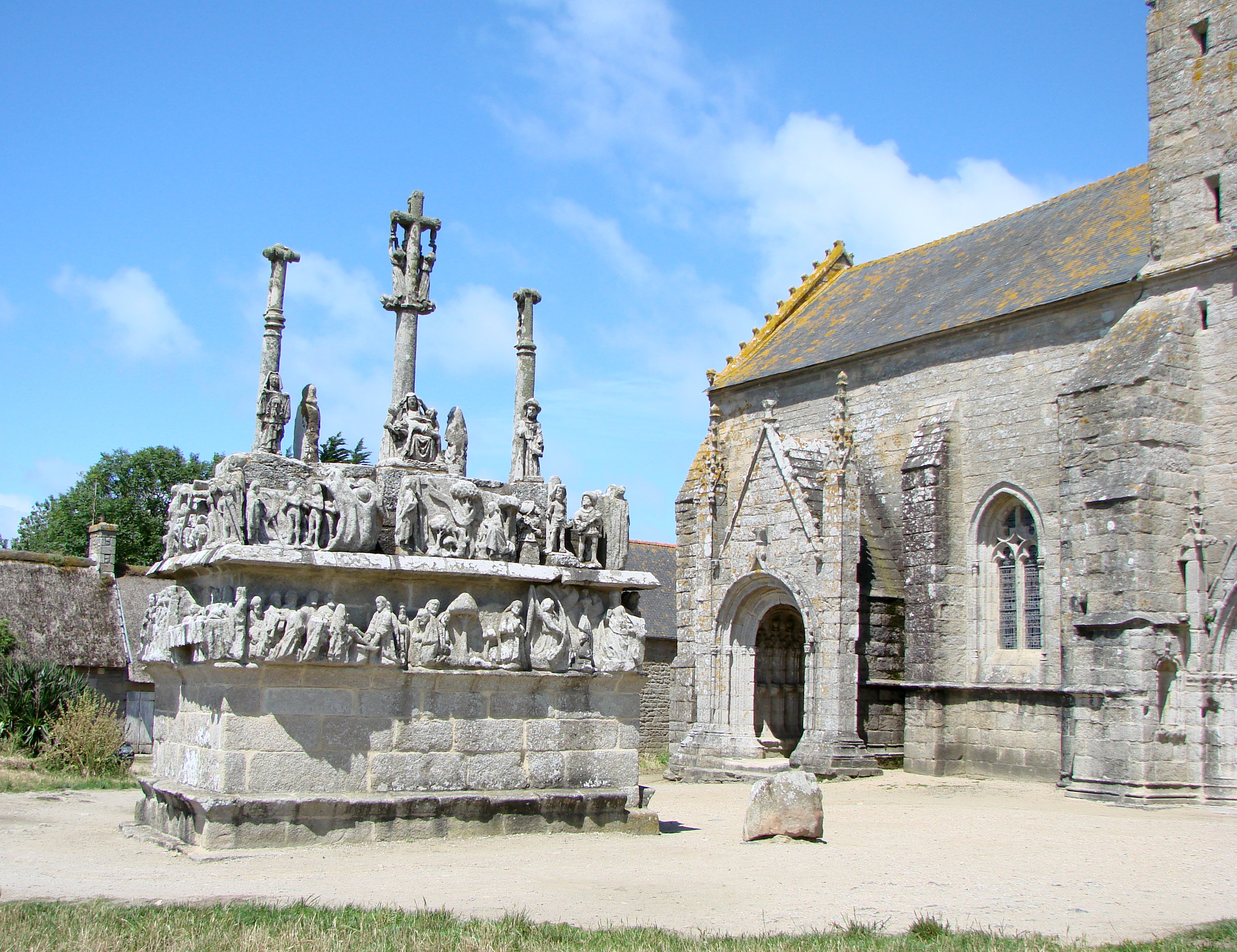
Kalvarienberg an der Kirche Notre-Dame de Tronoën

### Bretagne
Der Calvaire von Notre-Dame de Tronoën in Saint-Jean-Trolimon (großer Calvaire) stammt von 1450 und gilt als der älteste der Bretagne.
Andere berühmte Orte in der Bretagne sind:
- Commana
- Guéhenno (großer Calvaire)
- Guimiliau (großer Calvaire)
- La Martyre
- La Roche-Maurice
- Lampaul-Guimiliau
- Pencran
- Pleyben (großer Calvaire)
- Ploudiry
- Plougastel-Daoulas (großer Calvaire)
- Plougonven (großer Calvaire)
- Sizun
- Saint-Thégonnec (Enclos paroissial, großer Calvaire)

## Griechenland
- auf dem Berg Filerimos auf Rhodos

## Italien
- Heiliggrabkirche am Virgl bei Bozen
- auf dem Sacro Monte di Domodossola
- Kalvarienberg in Kastelruth, Südtirol

## Kanada
- Colline du Calvaire d’Oka bei Oka (Québec)

## Kroatien
- Kalvarienberg bei Aljmaš

## Österreich
(nach Bundesland, dann Ort alphabetisch)

### Burgenland
- Kalvarienberg Eisenstadt
- Kalvarienberg Frauenkirchen
- Kalvarienberg (Lockenhaus)
- in Neusiedl am See
- in Pinkafeld

### Kärnten
- Kalvarienberg St. Jakob/Lesachtal
- in Sankt Paul im Lavanttal
- in Sankt Stefan im Gailtal

### Niederösterreich
- bei der Kartause Aggsbach in Aggsbach Dorf in der Wachau[4]
- in Falkenstein im Weinviertel
- Kalvarienberg Heiligenkreuz
- Kalvarienberg (Hollenstein an der Ybbs)
- Kalvarienberg Kirchberg am Wechsel
- in Lilienfeld
- in Marbach an der Donau
- in Maria-Lanzendorf bei Wien
- in Pillersdorf im Weinviertel
- Kalvarienberg (Retz)
- in Eggenburg
- in Zwettl

### Oberösterreich
(Quelle: Parl 2021)
- Kalvarienberg (Aigen im Mühlkreis)
- Kalvarienberg (Bad Ischl)
- in Freistadt
- Kalvarienberg Gosau
- Kalvarienberg (Kremsmünster)
- in St. Martin im Innkreis
- in Schwertberg
- in Wels

### Salzburg
- Kalvarienberg Maria Bühel in Oberndorf bei Salzburg
- Kalvarienberg Maria Plain

### Steiermark
- Kalvarienberg Altaussee
- Kalvarienberg Bad Aussee
- Kalvarienberg Bärnbach, Heiliger Berg
- Kalvarienberg Birkfeld
- Kalvarienberg Bruck an der Mur
- Kalvarienberg Deutschfeistritz
- Kalvarienberg Eisenerz
- Kalvarienberg Frauenberg bei Admont
- Kalvarienberg Frauenberg bei Leibnitz
- Kalvarienberg Fehring
- Kalvarienberg Feldbach
- Kalvarienberg Festenburg
- Kalvarienberg Frojach
- Kalvarienberg Gnas
- Kalvarienberg Graz
- Kalvarienberg Graz-Karmelitinnenkloster
- Kalvarienberg Graz-Ragnitz
- Kalvarienberg Gußwerk
- Kalvarienberg Hall bei Admont
- Kalvarienberg (Hartberg)
- Kalvarienberg Haus im Ennstal
- Kalvarienberg Heiligenkreuz am Waasen
- Kalvarienberg Judenburg
- Kalvarienberg Kindberg
- Kalvarienberg Krakaudorf
- Kalvarienberg Kumitzberg
- Kalvarienberg Landl
- Kalvarienberg Lassing
- Kalvarienberg Leoben[6]
- Kalvarienberg Liezen
- Kalvarienberg Mariazell
- Kalvarienberg Mautern
- Kalvarienberg Murau
- Kalvarienberg Oberzeiring
- Kalvarienberg Oppenberg
- Kalvarienberg Palfau
- Kalvarienberg Pöllau
- Kalvarienberg Pürgg
- Kalvarienberg Ranten
- Kalvarienberg Rein
- Kalvarienberg St. Johann am Tauern
- Kalvarienberg St. Johann bei Herberstein
- Kalvarienberg St. Lorenzen im Paltental
- Kalvarienberg Rottenmann
- Kalvarienberg Sankt Margarethen bei Knittelfeld
- Kalvarienberg St. Peter am Ottersbach
- Kalvarienberg St. Peter-Freienstein
- Kalvarienberg St. Radegund bei Graz
- Kalvarienberg St. Ruprecht an der Raab
- Kalvarienberg Schöder
- Kalvarienberg Schwanberg
- Kalvarienberg Scheifling
- Kalvarienberg Schönberg bei Knittelfeld
- Kalvarienberg Seckau
- Kalvarienberg Stadl an der Mur
- Kalvarienberg Stainz
- Kalvarienberg Tragöß
- Kalvarienberg Weiz
- Kalvarienberg Winklern bei Oberwölz

### Tirol
- Arzler Kalvarienberg im Innsbrucker Stadtteil Arzl
- in Kufstein
- Kalvarienberg Thaur

### Wien
- in Hernals

## Polen
- vormaliger Kalvarienberg des Klosters Grüssau im Fürstentum Schweidnitz, siehe Grüssauer Passionsbuch
- Kalvarienberg und Kloster in Kalwaria Zebrzydowska (Kleinpolen), UNESCO-Welterbe, Vorbild für den:
- Kalvarienberg auf dem St. Annaberg (Schlesien), zeitweise zum Welterbe nominiert
- in Góra (Guhrau)
- im Schlesischen Jerusalem Wambierzyce (vormals Albendorf in der Grafschaft Glatz)
- in Wejherowo (Neustadt in Westpreußen)
- in Kalwaria Pacławska (Karpatenvorland)

## Rumänien
- in der Ortschaft Billed, Kreis Temesch[7]

## Tschechien
- in Jiřetín pod Jedlovou (deutsch Sankt Georgenthal), siehe Křížová hora (Lausitzer Gebirge)
- in Cvikov (deutsch Zwickau in Böhmen), siehe Artikel Křížový vrch (Cvikov)

## Slowakei
- Kalvarienberg (Banská Štiavnica) (deutsch Schemnitz)
- Kalvarienberg (Bratislava) (deutsch Preßburg)

## Slowenien
- in Šmarje pri Jelšah (deutsch St. Marein bei Erlachstein)
- Kalvarija (Maribor)

## Spanien
- in Pollença

## Belarus
- in Miadziel (eine Kleinstadt nördlich von Minsk (Мядзел))
- in Minsk (Мінск)